# Latouchia davidi
Espèce
Synonymes
- Acattyma davidi Simon, 1886

Latouchia davidi est une espèce d'araignées mygalomorphes de la famille des Halonoproctidae.

## Distribution
Cette espèce est endémique du Tibet en Chine,.

## Description
La carapace de la femelle holotype mesure 9,3 mm de long sur 7,2 mm et l'abdomen 13 mm de long sur 8 mm.

## Étymologie
Cette espèce est nommée en l'honneur d'Armand David.

## Publication originale
- Simon, 1886 : Arachnides recueillis par M. A. Pavie (sous chef du service des postes au Cambodge) dans le royaume de Siam, au Cambodge et en Cochinchine. Actes de la Société linnéenne de Bordeaux, vol. 40, p. 137-166 (texte intégral).